# Harley Quinn (série télévisée d'animation)
Cet article concerne la série télévisée d'animation. Pour le personnage de DC Comics dont elle est adaptée, voir Harley Quinn.
Kite Man: Hell Yeah!
Harley Quinn est une série télévisée d'animation pour adultes américaine développée par Justin Halpern, Patrick Schumacker et Dean Lorey, diffusée depuis le 29 novembre 2019, sur le service DC Universe pour les deux premières saisons puis sur HBO Max / Max depuis la troisième. Au Canada, elle est diffusée sur Adult Swim.
La série est basée sur le personnage d'Harley Quinn, créée par Paul Dini et Bruce Timm pour l'éditeur DC Comics. Il s'agit de la première adaptation véritablement centrée sur le personnage.
En France, elle est diffusée depuis le 15 octobre 2020 sur Toonami pour les quatre premières saisons, puis sur Max à partir de la cinquième. En Belgique et au Luxembourg, elle est diffusée depuis le 11 juin 2024 sur HBO Max. Néanmoins, elle reste pour le moment inédite en Suisse.

## Synopsis
Après plusieurs années dans l'ombre du Joker, Harley Quinn décide qu'il serait temps pour elle de rejoindre la Legion of Doom et d'être officiellement considérée comme sa partenaire plutôt que son faire-valoir. Mais à la suite de cette demande, le Joker l'abandonne et Harley se retrouve emprisonnée à l'asile d'Arkham.
Après une année entière derrière les barreaux, Harley est toujours persuadée que le Joker va venir la sauver. Un soir, son amie Poison Ivy trouve un moyen de s'évader de l'asile et prend Harley sous son aile. Avec l'aide d'Ivy, Harley réalise doucement que sa relation avec le Joker est abusive et que ce dernier l'utilise comme un jouet.
Harley prend alors les choses en mains et décide de rompre avec le Joker pour vivre ses propres aventures dans lesquelles elle sera parfois accompagnée par Ivy ou par sa propre équipe, composée de Doctor Psycho, King Shark et Gueule d'argile.

## Distribution

### Voix originales

#### Acteurs principaux
- Kaley Cuoco : Dr Harleen Quinzel / Harley Quinn, Kylie Kryptonite et Harley Clone
- Lake Bell : Dr Pamela Isley / Poison Ivy, Cheryl, Barbara Kean, Britney Bionic et Barbara Minerva / Cheetah
- Alan Tudyk : le Joker, Basil Karlo / Gueule d'argile, Julian Day / Calendar Man, Lawrence Trapp / Doctor Trap, Le Prince du Condiment, Firefly, Ocean Master et Kevin
- Ron Funches : Nanaue / King Shark
- Tony Hale : Dr Edgar Cizko / Doctor Psycho (en) et Felix Faust (en)
- Matt Oberg (en) : Charles Brown / Kite Man (en), Waylon Jones / Killer Croc et Anatoli Knyazev / KGBeast
- Diedrich Bader : Bruce Wayne / Batman, Thomas Wayne, Gorilla Grodd, Steve et No Pinkie Pete
- Christopher Meloni : le commissaire James Gordon, Mr. Veronica Cale et Jeffrey le perroquet
- J. B. Smoove : Frank la Plante

#### Acteurs récurrents
Note : En raison du grand nombre d'acteurs liés à cette série, le classement est effectué par ordre alphabétique.
- James Adomian (en) : Bane, Chaz, Ian et Otis Flannegan / Ratcatcher
- Jason Alexander : Sy Borgman
- Tisha Campbell-Martin : Tawny Young, M.O.N.I.C.A. et Amanda Waller
- Briana Cuoco : Barbara Gordon / Batgirl
- Andy Daly : Harvey Dent / Double-Face, le président des États-Unis, Scott Free / Mister Miracle et Darryl Brown
- Chris Diamantopoulos : Arthur Curry / Aquaman
- Rachel Dratch : Nora Fries (en) et la Reine Hippolyte
- Giancarlo Esposito : Lex Luthor
- Harvey Guillén : Dick Grayson / Nightwing
- Mary Holland : Jennifer et Tabitha
- Tom Hollander : Alfred Pennyworth / The Macaroni
- Michael Ironside : Darkseid
- Wayne Knight : Oswald Cobblepot / Le Pingouin
- Rahul Kohli : Dr Jonathan Crane / l'Épouvantail
- Phil LaMarr : David Hyde / Black Manta, Jason Praxis, Lucius Fox, Brian, Samson et le Dieu Shark
- Sanaa Lathan : Selina Kyle / Catwoman
- Vanessa Marshall : la princesse Diana / Wonder Woman, Doris Zeul / Giganta et Joey Day
- Alfred Molina : Victor Fries / Mr. Freeze
- Jim Rash : Edward Nigma / l'Homme-mystère, Stan et Mr. Isley
- Will Sasso : Maxie Zeus
- Rory Scovel : Gus
- Wanda Sykes :  Tsaritsa / la Reine des Fables
- Jacob Tremblay : Damian Wayne / Robin
- James Wolk : Clark Kent / Kal-El / Superman

#### Invités
- Charles Adler : Nick Quinzel et grand-père Quinzel
- Sean Giambrone (en) : Joshua Cobblepot
- Susie Essman : Sharon Quinzel et grand-mère Quinzel
- Meryl Hathaway : Marcus
- Jameela Jamil : Éris
- Tom Kenny : la main de Gueule d'argile
- George Lopez : lui-même
- Howie Mandel : lui-même
- Natalie Morales : Lois Lane
- Brad Morris (en) : Victor Zsasz
- Frankie Muniz : lui-même
- Rhea Perlman : Golda
- Nicole Sullivan : Mme Cobblepot et Benjamin
- Talia Tabin : Debbie Day
- Jessica Walter : Mamie Bonheur et Wendy Brown
- Mark Whitten : Herman Cizko / The Cowled Critic
- Matt Ryan : John Constantine (saison 3)
- Sam Richardson : Swamp Thing (saison 3)
- James Gunn : lui-même (saison 3)
- Billy Bob Thornton : lui-même (saison 3)
- John Stamos : Etrigan (épisode spécial)
- Brett Goldstein : lui-même (épisode spécial)

### Voix françaises

#### Acteurs principaux
- Dorothée Pousséo : Dr Harleen Quinzel / Harley Quinn
- Audrey D'Hulstère : Dr Pamela Isley / Poison Ivy
- Michelangelo Marchese : Le Joker
- Philippe Allard : Dr Edgar Cizko / Doctor Psycho (en)
- Jean-Michel Vovk : Nanaue / King Shark
- Alain Eloy : Basil Karlo / Gueule d'argile
- David Manet : Kite Man
- Benoît Van Dorslaer : Sy Borgman
- Steve Driesen : le commissaire James Gordon
- Michel Hinderyckx : Frank la plante
- Patrick Waleffe: Nick Quinzel
- Bernadette Mouzon : Sharon Quinzel

#### Acteurs récurrents  et invités
- Karim Barras : L'Homme-mystère
- Claudio Dos Santos : Bane
- Jean-Pierre Denuit : L'Epouventail
- Ludivine Deworst : Barbara Gordon / Batgirl
- Sébastien Hébrant : Superman
- Nicolas Matthys : Bruce Wayne / Batman, Double-Face
- Peppino Capotondi : Cobblepop Le Peguin
- Alessandro Bevillacqua : Joshua
- Claire Tefnin : Tawny Young
- Nathalie Hons : La Reine des Fables
- Fabienne Loriaux : Giganta Golda
- Arthur Dubois : Marc
- Laurent Vernin : Lex Luthor
- Olivier Premel : Maxie Zeus
- Sophie Pyronnet : Robin
- Benoît Van Dorslaer : Sy Borgman
- Marie-line Landerwyne : Wonderwoman
- Sofia Atman : Journalist CNN

Source et légende : version française (VF) sur Latourdesheros.com.[source insuffisante]

## Production

### Développement
Avec la sortie du film Suicide Squad en 2016, le personnage d'Harley Quinn rencontre un véritable succès auprès du grand public. À la suite de cela, Warner Bros. commence à développer plusieurs projets mettant en scène le personnage, dont le film Birds of Prey.
L'année suivante, en novembre 2017, DC Entertainment annonce la commande de 26 épisodes pour une série d'animation centrée sur le personnage à destination de son futur service de streaming, DC Universe. Le projet est développé et écrit par Justin Halpern, Patrick Schumacker et Dean Lorey qui le produiront également.
En juillet 2019, Charles Adler dévoile dans une interview être chargé de la direction artistique des comédiens de la série.
Le jour de la diffusion du dernier épisode de la première saison, DC Entertainment annonce que les 13 derniers épisodes de la commande initiale composeront la seconde saison de la série, et fixe son lancement au 3 avril 2020.
En septembre 2020, le service HBO Max annonce qu'il récupère la série et commande une troisième saison, le service DC Universe ayant décidé d'abandonner la diffusion de séries originales pour se concentrer sur la publication de comics au format numérique.
Une quatrième saison, composée de 10 épisodes, est commandée et diffusée à partir du 27 juillet 2023 sur le service Max (anciennement HBO Max).
En novembre 2023, Patrick Schumacker, Justin Halpern et Sarah Peters, les producteurs et showrunner de la série, confirment le développement d'une cinquième saison. Initialement annoncée pour novembre 2024 lors du SDCC, les 10 épisodes de cette saison sont diffusés à partir du 16 janvier 2025, toujours sur la plateforme Max et installe l'antihéroïne et son équipe à Metropolis.

### Distributions des rôles
Lors de l'annonce de la commande de la série, il est dévoilé que Margot Robbie, interprète d'Harley Quinn au cinéma, pourrait reprendre le rôle.
Néanmoins, en octobre 2018, c'est finalement l'actrice Kaley Cuoco qui signe pour prêter sa voix au personnage et qui sera également productrice de la série via sa société de production, Yes, Norman Productions. Le même jour, Lake Bell signe pour le rôle de Poison Ivy et Alan Tudyk pour celui du Joker et de Gueule d'argile.
Lors de la diffusion de la première bande-annonce, plusieurs comédiens sont annoncés : Ron Funches pour King Shark ; J. B. Smoove pour Frank la Plante ; Jason Alexander pour Sy Borgman ; Wanda Sykes pour la Reine des Fables ; Giancarlo Esposito pour Lex Luthor ; Natalie Morales ; Jim Rash pour  l'Homme-mystère ; Tony Hale pour Dr Psycho ainsi que Christopher Meloni pour James Gordon. Il est également dévoilé que Diedrich Bader, qui prêtait sa voix à Batman dans la série d'animation Batman : L'Alliance des héros, reprendrait le rôle.
En 2019, Rahul Kohli rejoint la distribution pour prêter sa voix à l'Épouvantail. Il est suivi par Sanaa Lathan qui sera la célèbre voleuse Selina Kyle, alias Catwoman.
Revenu en 2018 pour les besoins du jeu vidéo Lego DC Super-Vilains, la série marque le retour historique de Michael Ironside dans le rôle de Darkseid, qui reprend ici le personnage en 2020, soit quatorze ans après l'épisode final de la série Justice League diffusé en 2006,.
Interprète de John Constantine entre 2014 et 2015 dans la série qui lui est dédiée, puis dans le Arrowverse et plusieurs œuvres d'animation, Matt Ryan reprend le personnage dans un épisode de la troisième saison. Dans ce même épisode, le personnage de Swamp Thing est joué par Sam Richardson. Billy Bob Thornton et James Gunn — réalisateur du film The Suicide Squad —, apparaissent dans leur propre rôle.
Dans l'épisode spécial, John Stamos prête sa voix à Etrigan, tandis que Brett Goldstein joue son propre rôle,.

### Fiche technique
Sauf indication contraire, les informations mentionnées dans cette section peuvent être confirmées par la base de données cinématographiques IMDb,  présente dans la section « Liens externes ».
- Titre original : Harley Quinn
- Développement : Justin Halpern, Patrick Schumacker et Dean Lorey
- Musique : Jefferson Friedman (en)
- Direction artistique : Bill Wray
- Animation : Studio Mir
- Production :
  - Production déléguée : Justin Halpern, Patrick Schumacker, Jennifer Coyle, Kaley Cuoco, Sam Register, Sarah Peters, Dean Lorey
  - Production exécutive : Julian Coutts, Ciara Anderson
  - Production associée : Adam Stein, Jessica Brunson
- Sociétés de production : Yes, Norman Productions, Warner Bros. Animation, DC Entertainment (saisons 1-3), Ehsugadee Productions (saisons 1-2), Delicious Non-Sequitur (depuis saison 3) et DC Studios (depuis saison 4)
- Sociétés de distribution : DC Universe (2019-2020), HBO Max (2022-2023), Max (depuis 2023)
- Pays de production :  États-Unis
- Langue originale : anglais
- Format : couleur - 1,78:1 - son Dolby Digital
- Genre : comédie noire, animation
- Durée : 23 minutes
- Classification : 
  - États-Unis : TV-MA (États-Unis)
  - France : Déconseillé aux moins de  ans

## Épisodes
| Saisons | Saisons         | Nombre d'épisodes | Diffusion originale | Diffusion originale | Service     |
| Saisons | Saisons         | Nombre d'épisodes | Début de saison     | Fin de saison       | Service     |
| ------- | --------------- | ----------------- | ------------------- | ------------------- | ----------- |
|         | 1               | 13                | 29 novembre 2019    | 21 février 2020     | DC Universe |
|         | 2               | 13                | 3 avril 2020        | 26 juin 2020        | DC Universe |
|         | 3               | 10                | 28 juillet 2022     | 15 septembre 2022   | HBO Max     |
|         | Épisode spécial | Épisode spécial   | 9 février 2023      | 9 février 2023      | HBO Max     |
|         | 4               | 10                | 27 juillet 2023     | 14 septembre 2023   | Max         |
|         | 5               | 10                | 16 janvier 2025     | 20 mars 2025        | Max         |

### Première saison (2019-2020)
Composée de 13 épisodes, elle est diffusée entre le 29 novembre 2019 et le 21 février 2020 sur le service DC Universe.
1. Jusqu'à ce que la mort nous sépare (Til Death Do Us Part)
2. Opération Open-Bar  (A High Bar)
3. Besoin d'une équipe ? (So You Need a Crew?)
4. SOS Némésis (Finding Mr. Right)
5. Être Harley Quinn (Being Harley Quinn)
6. T'es un sacré flic (You're a Damn Good Cop, Jim Gordon)
7. La Limite (The Line)
8. Bienvenue au club (L.O.D.R.S.V.P)
9. Une place à la table (A Seat At The Table)
10. Il était une fois à Bensonhurst (Bensonhurst)
11. L'Autoroute d'Harley (Harley Quinn Highway)
12. Dans l'antre du mal (Devil's Snare)
13. La Dernière blague (The Final Joke)

### Deuxième saison (2020)
Composée de 13 épisodes, elle est diffusée entre le 3 avril 2020 et le 26 juin 2020 sur le service DC Universe.
1. La Nouvelle Gotham (New Gotham)
2. L'Université mystère (Riddle U / Riddler U)[note 1]
3. Catwoman (Trapped / Catwoman)[note 2]
4. Cœurs en débâcle (Thawing Hearts)
5. Batman est de retour (Batman's Back Man)
6. Arkham Blues (All the Best Inmates Have Daddy Issues)
7. Bien descendre pour mieux remonter (There's No Place to Go But Down)
8. Lutter contre ses (para)démons (Inner (Para) Demons)
9. Enterrement de vie de vilaine fille (Bachelorette)
10. Harley et le barman (Dye Hard)
11. Ce pour quoi on se bat (A Fight Worth Fighting For)
12. Querelle d'amoureux (Lovers' Quarrel)
13. Un Mariage en vert (The Runaway Bridesmaid / Something Borrowed, Something Green)[note 3]

### Troisième saison (2022)
Composée de 10 épisodes, elle est diffusée entre le 28 juillet 2022 et le 15 septembre 2022 sur le service HBO Max.
1. Harlivy
2. Esprit d'équipe (There's No Ivy in Team)
3. La soirée des Villy Awards (The 83rd Annual Villy Awards)
4. Orgie, crime et botanique (A Thief, A Mole, An Orgy)
5. Une histoire de marais (It's a Swamp Thing)
6. Tous tous avec le Joker ! (Joker: The Killing Vote)
7. Chapeaux, enlèvement et succession (Another Sharkley Adventure)
8. Le poids de l'obscurité (Batman Begins Forever)
9. Jouissance au Jazzapajizza (Climax at Jazzapajizza)
10. Le dilemme (The Horse and The Sparrow)

### Épisode spécial (2023)
Un épisode spécial de 44 minutes sur le thème de la Saint-Valentin a été diffusé le 9 février 2023 sur HBO Max.
1. A Very Problematic Valentine's Day Special

### Quatrième saison (2023)
Composée de 10 épisodes, elle est diffusée entre le 27 juillet 2023 et le 14 septembre 2023 sur le service Max.
1. Les célébrités les plus sexy de Gotham (Gotham's Hottest Hotties)
2. P-É-T-ASS-E (B.I.T.C.H.)
3. Réservé aux Super-Vilains (Icons Only)
4. L'art de ne pas choper une MST lors d'une convention (The First Person to Come Back from a Business Conference Without Chlamydia)
5. Le mal engagé et solidaire (Getting Ice Dick, Don't Wait Up)
6. Métamorphose (Metamorphosis)
7. La Franchise la plus impactante de tous les temps (The Most Culturally Impactful Film Franchise of All Time)
8. Il Buffone
9. Une sombre histoire de patate (Potato Based Cloning Incident)
10. Au pas clair de la lune (Killer's Block)

### Cinquième saison (2025)
Composée de 10 épisodes, elle est diffusée entre le 16 janvier 2025 et le 20 mars 2025 sur le service Max.
1. Le gros abricot (The Big Apricot)
2. Alerte, requins ! (Back to School)
3. Floronic Man
4. L'obsession de la perfection (Breaking Brainiac)
5. Mega pasta party (Big Pasta Dinner)
6. Mon cœur en bouteille (Bottle My Heart)
7. Frankette
8. Querelle familiale (Family Feud)
9. La bouteille (Bottle Episode)
10. Le chaos est le but ultime (The Mess Is the Point)

Note : Pour les informations de renouvellement voir la section Production.

## Accueil

### Accueil critique
La première saison de la série a reçu des critiques généralement positives aux États-Unis. Sur le site agrégateur de critiques Rotten Tomatoes, elle recueille 87 % de critiques positives, avec une note moyenne de 8,25/10 sur la base de 30 critiques collectées. Le consensus critique établi par le site résume que « avec une bonne distribution vocale et une bonne compréhension du personnage d'Harley Quinn, la série est une bonne addition à l'univers animé de DC Comics » Le site précise également que la série est étonnamment perspicace.
Sur Metacritic, la saison obtient une note de 82/100 basée sur 8 critiques collectées.

### Distinctions
Sauf indication contraire, les informations mentionnées dans cette section peuvent être confirmées par la base de données cinématographiques IMDb,  présente dans la section « Liens externes ».

#### Récompenses
- Critics' Choice Super Awards 2021 : Meilleure comédienne voix dans une série télévisée d'animation pour Kaley Cuoco
- Hollywood Critics Association Awards 2021 : Meilleure série télévisée ou téléfilm d'animation

#### Nominations
- Annie Awards 2020 : Meilleure production animée pour les adultes
- Autostraddle Gay Emmys 2020 : Meilleure série télévisée d'animation
- Critics' Choice Super Awards 2021 :
  - Meilleure série télévisée d'animation
  - Meilleur comédie de voix dans une série télévisée d'animation pour J. B. Smoove
- GLAAD Media Awards 2021 : Meilleure série télévisée de comédie
- Annie Awards 2021 :
  - Meilleure production animée pour les adultes
  - Meilleur scénario dans une série ou production TV animée pour Un Mariage en vert (saison 2, épisode 13)
- Dorian Awards 2021 : Meilleure série télévisée d'animation
- Autostraddle Gay Emmys 2021 :
  - Meilleure série télévisée d'animation
  - Meilleur épisode avec une thématique LGBTQ+ pour Un Mariage en vert (saison 2, épisode 13)

## Autour de la série

### Comics dérivés
Annoncé en février 2021, DC Comics publie à partir de septembre 2021 un comics dérivé de la série animée, intitulé The Eat. Bang! Kill. Tour.
Ce comics se déroule entre les évènements de la deuxième et troisième saison, alors que le mariage de Poison Ivy et Kite-Man est annulé et que les deux héroïnes se découvrent un amour inavoué. La série de comics est scénarisée par Tee Franklin et illustrée par Max Sarin. Après la conclusion de la série The Hit, Bang, Kill Tour, DC Comics entame la publications de plusieurs comics se déroulant dans l'univers de la série.

### Spin-off
En 2022, HBO Max passe la commande d'un spin-off centré sur le personnage de Kite Man, intitulé Kite Man: Hell Yeah!. Matt Oberg signe pour reprendre le rôle du personnage. La série a été lancée en juillet 2024 sur le service.